# Célestin Forno
Célestin Forno est un directeur d'agence bancaire et fonctionnaire français, né le 12 mars 1891 à Hyères-les-Palmiers et décédé le 3 janvier 1961 à Toulon.

## Biographie
Il est nommé par décret du 29 mars 1955 du président de la république de l'époque, René Coty, président de la délégation spéciale de Toulon, à la suite de la dissolution du conseil municipal. 
Cette délégation est installée le 4 avril et remplacée par le conseil municipal le 2 juin 1955, élu aux élections municipales partielles des 22 et 29 mai 1955.